# 天野心爱
天野心爱（日语：／ Amano Kokoa，2004年7月6日—）是日本女性声优，演员，出生于日本千叶县，隶属于SPACE CRAFT事务所，旧艺名为石井心爱。

## 人物经历
- 从0岁起就开始参与演艺活动[2]，出道作为Benesse（英语：Benesse）公司的《儿童Challenge（日语：こどもちゃれんじ） English》的CM。
- 曾所属于宇宙剧团幼稚部，后所属于SPACE CRAFT，2017年7月1日起移籍至同事务所的声优部并将艺名由“石井心爱”改为“天野心爱”。[3]

## 出演作品

### 电视剧
- 至爱宝贝～天使少女的育儿日记～（寺泽彩奈）
- 花衣梦衣（日语：花衣夢衣）（安藤亚纪子）
- 爱的剧场四十周年纪念节目 Love Letter（兼松真美）
- 非婚同盟（伊庭香菜子）
- 恋歌Drama SP（日语：恋うたドラマSP）（岛田遥夏）
- 浅见光彦〜最终章〜（藤波紹子）
- 东京Little Love
- 警视厅继续搜查班（桂木冴子）
- 天使的代理人（日语：天使の代理人）（佐伯灯里）
- Dr.伊良部一郎（秋穗）
- 谢谢你，Good Life，再见了，爸爸（日语：グッドライフ〜ありがとう、パパ。さよなら〜）（第一、二话）（はな）
- 这个世界的角落（北条铃）
- 七人的敌人〜妈妈们的PTA奋斗记〜（日语：七人の敵がいる）（小原阳子）
- 上锁的房间（第七话）（西野明日香）
- 走马灯株式会社（第三话）（多岐川理央）
- 麻辣教师GTO（福水空）
- そこをなんとか（日语：そこをなんとか）（佐伯春菜）
- 婆媳誰怕誰（梶原春海）
- 激流～你还记得我吗？～（川原由纪）
- 丈夫的女朋友（山岸星见）
- 极恶顽暴（神崎熏）
- 红白诞生之日（川田正子）
- 儿童安全真实故事（日语：子ども安全リアル・ストーリー）（ユカ）
- 初森BEMARS（アカデミー）
- 周五Load SHOW（日语：金曜ロードSHOW!）（高桥茧）

### 电影
- 科学小飞侠
- 窥视之眸
- 電影版妖怪手錶：飛天巨鯨與兩個世界的大冒險喵！（未空稻穗）

### 电视动画
2012年
- 翡翠森林狼与羊（松鼠3）

2014年
- 养育小镇的礼物（吉川南（幼年））

2015年
- 不思议美眉（宇宙人女孩、基因重组的松岛）

2016年
- 卡片战斗先导者G Stride Gate篇（明神龙头(少年)）

2017年
- URAHARA（丸野美沙）
- 奇诺之旅（樱）
- 爆旋陀螺Burst（克利欧·德隆）

2018年
- OVERLORD III（烏蕾麗卡）

2020年
- 22/7（瀧川春）

2021年
- Dr.STONE STONE WARS（鈴）

2022年
- Love Live! 虹咲學園學園偶像同好會

2023年
- 天國大魔境（5期生）
- 不死不運（米伊）

2024年
- 不死不運（店主的女兒）
- 花野井同學與戀愛病（女學生）
- 搖曳露營△ SEASON3（中津川芽衣[4]）
- 異世界自殺突擊隊（亞瑟）

2025年
- #空帕斯2.0：陣地攻防戰（可可利柯特[5]）